# Perssoniellaceae
Perssoniella vitreocincta es la única especie de hepáticas del género monotípico Perssoniella y de la familia Perssoniellaceae. 
Es un endemismo de Nueva Caledonia. Su hábitat natural son los bosques secos subtropicales o tropicales.

## Taxonomía
Perssoniella vitreocincta fue descrita por Theodor Carl Julius Herzog y publicado en Arkiv för Botanik, Andra Serien 2: 265. 1952[1953].